# James Shields
James Shields, född 10 maj 1810 i grevskapet Tyrone i Ulster, död 1 juni 1879 i Ottumwa, Iowa, var en amerikansk advokat, militär och demokratisk politiker. Ingen annan person i USA:s historia har representerat tre olika delstater i USA:s senat. Shields var senator för Illinois 1849-1855, Minnesota 1858-1859 och Missouri 1879.

## Tidigt liv
Farbrodern James Shields, som invandrade 1791 till USA, representerade Ohio i USA:s representanthus 1829-1831. Den yngre James Shields kom 1826 till USA och bosatte sig i Illinois. Han inledde 1832 sin karriär som advokat i Illinois och var 1836 ledamot av Illinois House of Representatives, underhuset i delstatens lagstiftande församling.

## Mexikanska kriget och senator för Illinois och Minnesota

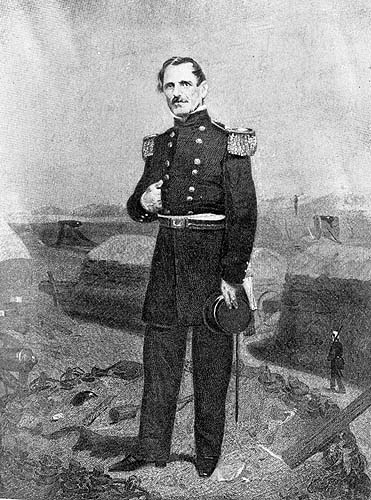
Brigadgeneral under mexikanska kriget

Shields deltog som brigadgeneral i mexikanska kriget. Han sårades i slagen vid Cerro Gordo och Chapultepec. Efter kriget nominerade USA:s president James K. Polk honom till guvernör i Oregonterritoriet. Senaten hann godkänna utnämningen innan Shields tackade nej och Joseph Lane fick äran att bli Oregonterritoriets första guvernör. Shields kandiderade till senaten i stället men valet ogiltigförklarades eftersom han hade varit medborgare bara i dryga åtta år, sedan 1840, och USA:s konstitution förutsätter nio år för en senator. Det ordnades ett fyllnadsval för att ersätta Shields som han själv vann när han emellertid hade uppnått det nionde året som medborgare.
Han kandiderade till omval i Illinois och flyttade sedan till Minnesotaterritoriet efter valförlusten. När Minnesota 1858 blev delstat, valdes Shields och Henry Mower Rice till delstatens två första senatorer. Shields korta mandatperiod upphörde redan nästa år och han lyckades igen inte bli omvald.

## Inbördeskriget och karriären i Missouri
Shields flyttade till Kalifornien och deltog i amerikanska inbördeskriget som brigadgeneral. Han sårades i slaget vid Kernstown 1862 och befordrades till generalmajor, även om beslutet om att befordra honom drogs tillbaka och han avgick i stället.
Efter inbördeskriget arbetade han som advokat i Missouri. Han var ledamot av även den delstatens representanthus 1874 och 1879. Han representerade till sist Missouri i senaten från 27 januari till 3 mars 1879. Han valdes denna gång till senaten för att efterträda David H. Armstrong som hade utnämnts för att ersätta Lewis V. Bogy som hade avlidit 1877. Till skillnad från Illinois och Minnesota, kandiderade han inte till omval i Missouri och avled senare samma år i Iowa.
En staty av Shields finns i National Statuary Hall Collection i Kapitoliumbyggnaden. Statyn representerar Illinois. Hans grav finns på St. Mary's Cemetery i Carrollton, Missouri.